# غوستافو توريس
غوستافو توريس (بالإسبانية: Gustavo Torres)‏ (15 يونيو 1996 في كولومبيا - ) هو لاعب كرة قدم كولومبي في مركز الهجوم. شارك مع منتخب كولومبيا تحت 17 سنة لكرة القدم ومنتخب كولومبيا تحت 20 سنة لكرة القدم. أما مع النوادي، فقد لعب مع ديبورتيس كوينديو وUniversitario Popayán ‏ وBoca Juniors de Cali ‏.

## روابط خارجية
- غوستافو توريس على موقع قاعدة بيانات كرة القدم.إي يو (الإنجليزية)
- غوستافو توريس على موقع Soccerway.com (الإنجليزية)